# Kiulchiri (rejon wurnarski)
Kiulchiri (ros. Кюльхири) – wieś (dieriewnia) w Rosji, w Czuwaszji, w rejonie wurnarskim. W 2010 liczyła 527 mieszkańców.